# Kembra Pfahler

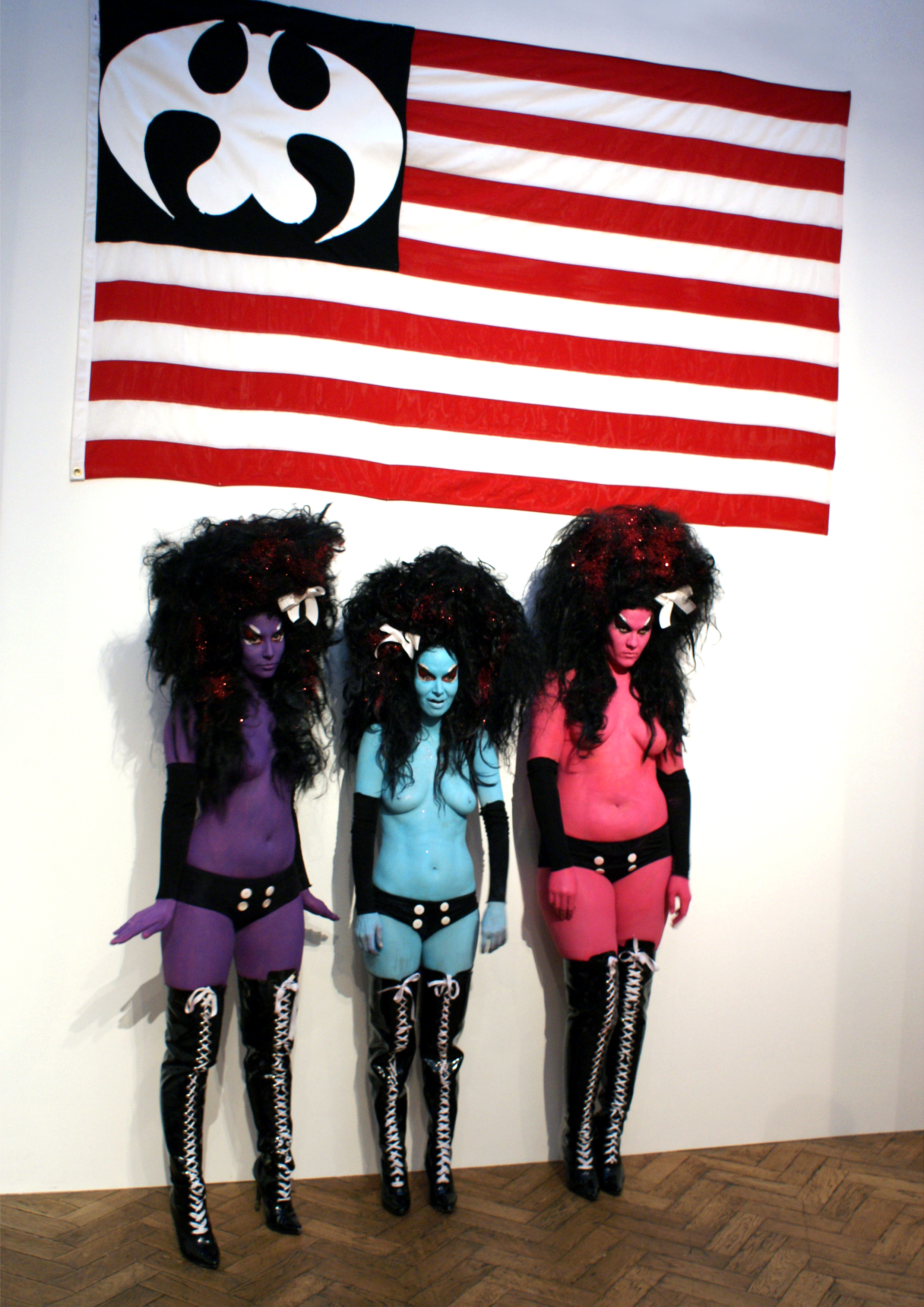
Kembra Pfahler (Mitte) bei einer Performance

Kembra Pfahler (* 4. August 1961 in Hermosa Beach, Kalifornien) ist eine US-amerikanische Underground-Künstlerin.
Geprägt von Punk und Aktionskunst kam Kembra Pfahler 1979 nach New York City. Hier wurde sie als Performance-Künstlerin und Schauspielerin des Cinema of Transgression bekannt. 1990 gründete sie mit ihrem damaligen Ehemann, dem Gitarristen Samoa Moriki, die Punk-Glam-Band The Voluptuous Horror of Karen Black. Die Gruppe veröffentlichte bis 2000 drei Alben.

## Filmografie (Auswahl)
- 1992: War Is Menstrual Envy
- 1992: The Sewing Circle
- 1994: The Fury Inside
- 1996: Visiting Desire
- 1999: Gang Girls 2000 (Kurzfilm)
- 2006: Surf Gang (Kurzfilm)
- 2017: Die Misandristinnen (The Misandrists)